# Piercolias forsteri
Piercolias forsteri is een vlindersoort uit de familie van de Pieridae (witjes), onderfamilie Pierinae.
Piercolias forsteri werd in 1977 beschreven door Field & Herrera.